# Oborínske jamy
Oborínske jamy je chráněný areál v oblasti Latorica.
Nachází se v katastrálním území obce Oborín v okrese Michalovce v Košickém kraji. Území bylo vyhlášeno či novelizováno v roce 2011 na rozloze 8,43 ha. Ochranné pásmo nebylo stanoveno.